# Liste des maires de Tours
Cet article présente la liste chronologique des maires de la ville française de Tours.

## Hôtel de ville

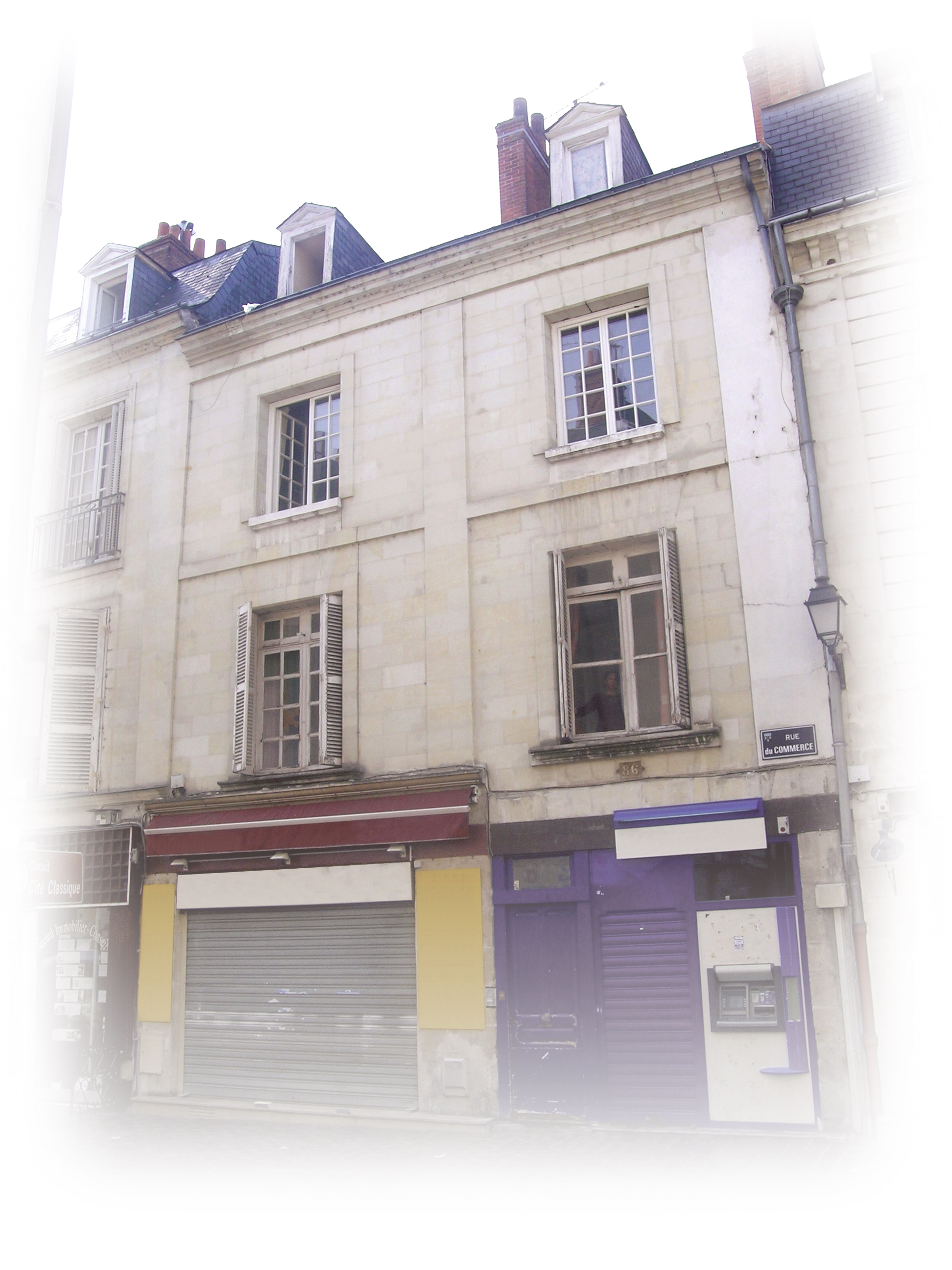
Hôtel de ville de Tours (XVe siècle - 1786), Grande Rue (anciennement), rue du Commerce (actuellement).
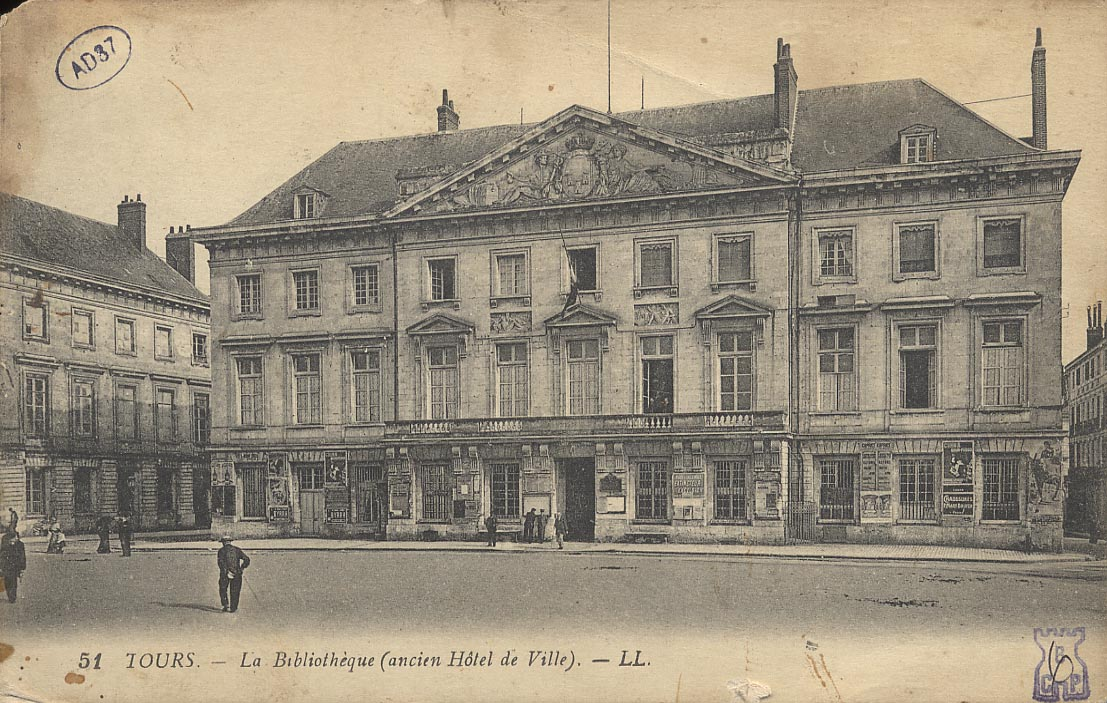
L'ancien hôtel de ville de Tours (XVIIIe siècle, détruit), à l'actuelle place Anatole-France et angle de la rue Nationale.
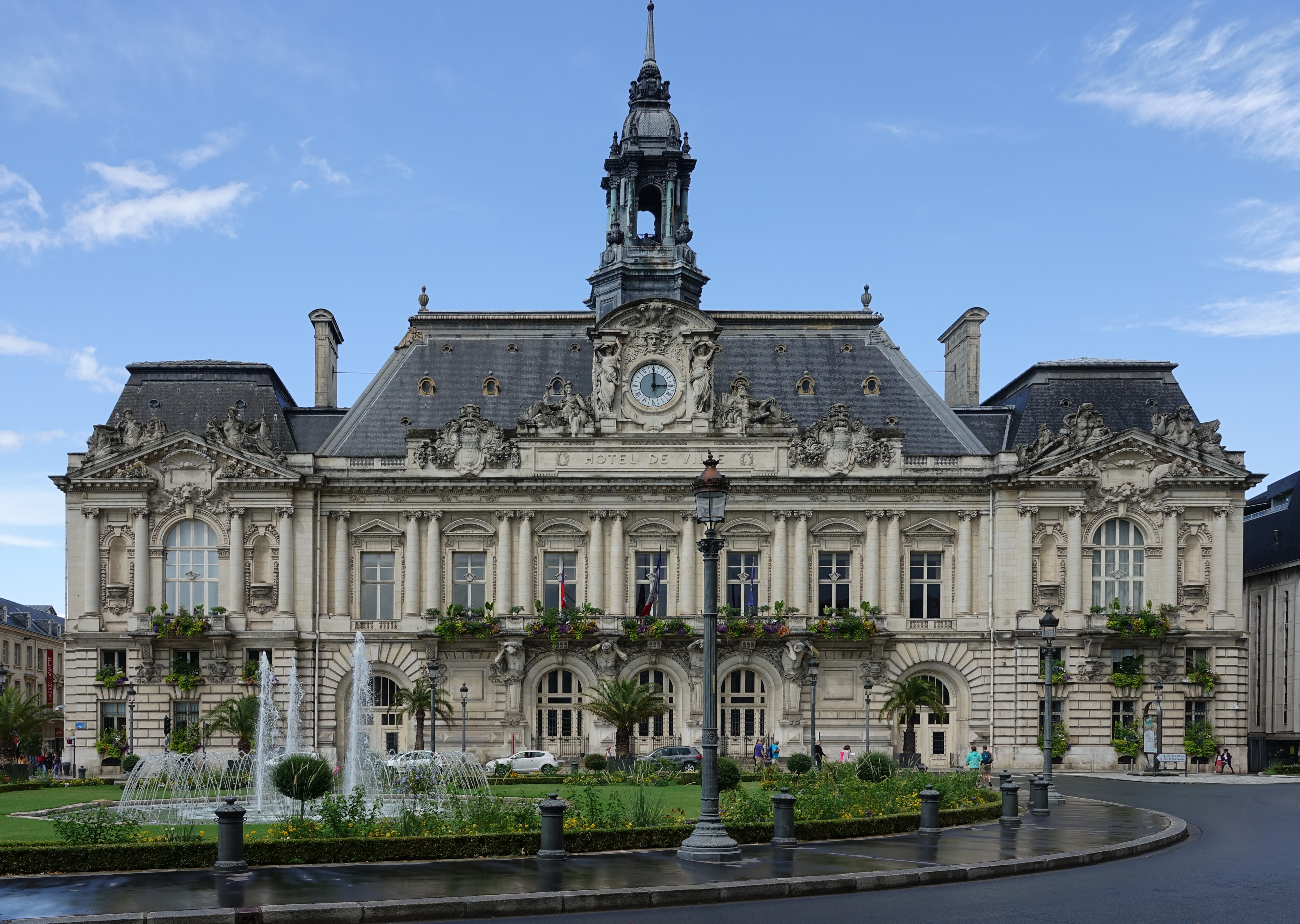
L'actuel hôtel de ville, place Jean-Jaurès.

## Liste des maires

### Maires duXVesiècle
| Période                                  | Période | Identité                     | Étiquette | Qualité |
| ---------------------------------------- | ------- | ---------------------------- | --------- | --- |
| 1462                                     |         | Jean Briçonnet               |           | Dit « l'aîné » († 1493) 1er maire de la ville de Tours élu le 8 octobre 1462 jusqu'au 31 octobre 1463.                                               |
| 1463                                     |         | Jean Ruzé                    |           | Seigneur de Beaulieu, receveur des aides au Mans, conseiller en Parlement                                                                            |
| 1464                                     |         | Jean Peslieu                 |           | Avocat honoraire du roi |
| 1465                                     |         | Jean Bernard                 |           | Juge et lieutenant du bailli de Touraine |
| 1466                                     |         | Jean Bonnard                 |           | Seigneur de la Bonardière, secrétaire du roi, receveur de Loudun                                                                                     |
| 1467                                     |         | Pierre Penigault             |           | grenetier au grenier à sel de Tours, valet de chambre du roi                                                                                         |
| 1468                                     |         | François Bernard             |           | Avocat, un des rédacteur de la Coutume de Touraine (1461)                                                                                            |
| 1469                                     |         | Jean Briçonnet               |           | Dit « le jeune », frère de Jean Briçonnet (« l'aîné »). Marchand, receveur général des finances en Languedoc                                         |
| 1470                                     |         | Jean Galocheau               |           | Elu des aides |
| 1470                                     |         | Jean Fournier de Beaune      |           | († 1480) Marchand drapier suivant la Cour, argentier du roi Louis XI puis du roi Charles VIII, il est élu maire le 14 octobre 1470. Père de Jacques. |
| 1472                                     |         | Jean Sainctier               |           | licencié-ès-loi, échevin |
| 1473                                     |         | Jean Gaudin                  |           | Marchand et trésorier de l'Anjou |
| 1474                                     |         | Jean Godeau                  |           | Seigneur du Puy |
| 1475                                     |         | Jean Lopin                   |           | Seigneur de Nitray |
| 1476                                     |         | Gervaise Goyet               |           | Sieur de la Chesnaye, des Raturières et maître des requêtes du roi Louis XI                                                                          |
| 1477                                     |         | Louis de La Mezière          |           | Marchand, maître d'hôtel du roi |
| 1479                                     |         | Jean de Coutances            |           | Ecuyer, seigneur de Négron, de Baillou |
| 1480                                     |         | Louis de La Mezière          |           | Marchand, maître d'hôtel du roi |
| 1482                                     |         | Étienne Ragueneau            |           | Lieutenant particulier au bailliage |
| 1483                                     |         | Martin d'Argouges            |           | Elu sur le fait des aides à Tours |
| 1484                                     |         | Jean Fame                    |           | Marchand bourgeois, fournisseur de la Cour |
| 1485                                     |         | Pierre Burdelot              |           | Seigneur de Montfermeil, grenetier au grenier à sel de Vézelay, secrétaire du roi                                                                    |
| 1487                                     |         | Jean Quétier                 |           | Maître de la chambre des deniers de la reine Jean dit l'aîné époux de Marie de Beaune, fille de Jean, maire en 1470).                                |
| 1488                                     |         | Jean Travers                 |           | Lieutenant général du bailli |
| 1489                                     |         | Guillaume Le Clerc           |           | Avocat du roi |
| 1490                                     |         | Jean Falaiseau               |           | Lieutenant bailli de Touraine à Chinon |
| 1491                                     |         | Nicolle Chartier (Charetier) |           | Notaire et secrétaire du roi, trésorier des guerres du roi Charles VIII                                                                              |
| 1493                                     |         | Michel Gaillard              |           | Seigneur de Longjumeau, maître d'hôtel du roi Louis XI, élu à la cour des aides de Blois et général des finances                                     |
| 1494                                     |         | Jean Bernard                 |           | Trésorier de l'Anjou |
| 1496                                     |         | Pierre Briçonnet             |           | († 1509) Fils de Jean Briçonnet l'aîné et frère de Guillaume Briçonnet, cardinal. Il est général des finances de Languedoïl de 1493 à 1496.          |
| 1497                                     |         | Thomas Bohier                |           | Seigneur de Chenonceau, général des finances, il fait bâtir le château de Chenonceau                                                                 |
| 1498                                     |         | Jacques de Beaune            |           | Général des finances, Fils de Jean de Beaune, maire en 1470                                                                                          |
| 1499                                     |         | François Briçonnet           |           | Receveur général et maître de la Chambre aux deniers en 1511. Il est fils de Jean Briçonnet, dit « le jeune ».                                       |
| Les données manquantes sont à compléter. |         |                              |           | |

### Maires duXVIesiècle
| Période                                  | Période | Identité              | Étiquette | Qualité |
| ---------------------------------------- | ------- | --------------------- | --------- | --- |
| 1500                                     |         | Pierre Morin          |           | Trésorier général pour le roi |
| 1501                                     |         | Guillaume de Beaune   |           | Seigneur de Charmoise, général des monnaies. Frère de Jacques de Beaune, il est le second fils de Jean de Beaune, maire en 1470. Élu le 1er novembre 1501                                                                                          |
| 1502                                     |         | Jean de Poncher       |           | Argentier du roi Louis XII. Frère de Louis et d'Étienne Poncher |
| 1503                                     |         | Guillaume Sireau      |           | Lieutenant général du bailliage |
| 1504                                     |         | Nicolas Gaudin        |           | Seigneur de la Bourdaisière, Marchand, receveur des aides du Loudunois, argentier de la reine Anne de Bretagne, notaire et secrétaire du roi |
| 1504                                     |         | Henry Bohier          |           | Bailli royal de Mâcon, sénéchal de Lyon et général des finances, il est le demi-frère de Jean Bohier, frère de Thomas Bohier, maire en 1497 |
| 1506                                     |         | Jean Fournier         |           | Secrétaire et notaire du roi, grenetier au grenier à sel de Tours |
| 1507                                     |         | Guillaume Menager     |           | Seigneur de Bougenays, marchand fournisseur de la Cour |
| 1508                                     |         | Victor Blondelet      |           | Seigneur des Seillois, Marchand fournisseur de la Cour |
| 1509                                     |         | Pierre Thevenin       |           | Sieur de la Rabière, contrôleur du grenier à sel de Tours |
| 1510                                     |         | Jean (de) Cueillette  |           | Sieur de Gesvres et de Freschines, secrétaire du roi, contrôleur général des finances en Languedoc |
| 1511                                     |         | Jean Galocheau        |           | Elu des aides († 1536), marié à Jeanne Briçonnet (nièce de Jean Briçonnet l'aîné et le jeune) |
| 1512                                     |         | Jean Ragueneau        |           | Lieutenant particulier au bailliage |
| 1513                                     |         | Alexis Goyet          |           | Sieur de la Dorée, conseiller en cour |
| 1514                                     |         | Jean Prunier          |           | Notaire et secrétaire du roi, élu en l'élection de Tours |
| 1515                                     |         | Emery Lopin           |           | Sieur de Nitray, maître des requêtes de la reine Louise de Savoie |
| 1517                                     | 1519    | Guillaume de Beaune   |           | Baron de Semblançay. Fils de Jacques de Beaune |
| 1519                                     |         | Gilles Berthelot      |           | Président de la chambre des comptes († 1529), il fait bâtir le château d'Azay-le-Rideau |
| 1520                                     |         | Philibert Babou       |           | Seigneur de la Bourdaisière, argentier du roi, surintendant des finances |
| 1521                                     |         | James Brahier         |           | Sieur de La Croix |
| 1522                                     |         | Gilles Descartes      |           | Sieur de Châtillon, bourgeois |
| 1523                                     |         | Jean Papillon         |           | conseiller au parlement de Paris |
| 1524                                     |         | Jean IV aîné Binet    |           | Seigneur de Valmer, Maître d'hôtel ordinaire d'Henri d'Albret |
| 1525                                     |         | Nicolas d'Argouges    |           | Sieur de Vaux |
| 1526                                     |         | Guillaume Cottereau   |           | Seigneur du Vivier, de Courcelles, ministre de François Ier |
| 1527                                     |         | Jean Viau             |           | Sieur des Moulins |
| 1528                                     |         | Georges de Vercle     |           | Seigneur de Châtre, secrétaire de la duchesse d'Angoulême et de François Ier, contrôleur des finances de Louise de Savoie |
| 1530                                     |         | Pierre Forget         |           | Sieur du Bouchet, de la Branchoire, argentier de la reine Eléonore d'Autriche, secrétaire du roi François Ier |
| 1531                                     |         | Antoine II Bohier     |           | Baron de Saint-Cirgues, seigneur de Chenonceau et autres lieux, gouverneur de Touraine |
| 1532                                     |         | Nicolas Le Clerc      |           | Sieur de Courselles, conseiller du roi, juge lieutenant général au bailliage |
| 1533                                     |         | Guillaume Ruzé        |           | Seigneur de Beaulieu, receveur général des finances en Touraine |
| 1535                                     |         | Marc de La Rue        |           | Seigneur de la Côte, maître de la chambre des comptes |
| 1536                                     |         | Guillaume Bohier      |           | Maire en 1536, 1549 et 1553. Il est un fils de Thomas Bohier et de Katherine Briçonnet, seigneur de Longuetouche, Panchien, bailli de Cotentin |
| 1537                                     |         | Guillaume Chaussade   |           | Avocat au siège présidial |
| 1538                                     |         | Victor Barguin        |           | Seigneur de Montifray, receveur des tailles dans le Loudunois, argentier de la reine Louise de Savoie |
| 1539                                     |         | Guillaume Houtreau    |           | Seigneur du Bouchet et de la Boivinière |
| 1540                                     |         | Charles Mesnager      |           | Seigneur de Candé, Argentier de la reine Catherine de Médicis |
| 1543                                     |         | Jean VI puisné Binet  |           | Seigneur de Nitray, Montifray, des Grandes Ortières, receveur général du Berry |
| 1544                                     |         | Jean Quetier          |           | Maître de la chambre des comptes de la reine |
| 1545                                     |         | Antoine Bohier        |           | Baron de Saint-Cirgues, seigneur de Chenonceau et autres lieux, gouverneur de Touraine |
| 1546                                     |         | Jean Laillier         |           | Maître des requêtes de Louise de Savoie |
| 1547                                     |         | Jean Fournier         |           | Sieur des Hermites, receveur général des finances |
| 1549                                     |         | Guillaume Bohier      |           | Seigneur de Longuetouche, Panchien, bailli de Cotentin |
| 1550                                     |         | Gilbert Coëffier      |           | Seigneur de la Bussière et d'Effiat |
| 1551                                     |         | René Lucas            |           | Sieur du Plessis |
| 1553                                     |         | Guillaume Bohier      |           | Seigneur de Longuetouche, Panchien, bailli de Cotentin |
| 1554                                     |         | Jean Falaiseau        |           | Seigneur de Boisjoly |
| 1555                                     |         | Guillaume Habert      |           | Sieur de la Cousture |
| 1556                                     |         | Robert Fichepain      |           | Maître orfèvre du roi, fournisseur de la Cour |
| 1557                                     | 1558    | Claude de L'Aubespine |           | Secrétaire d'État sous François Ier, Henri II, François II et Charles IX. |
| 1558                                     |         | Laurent Le Blanc      |           | seigneur de La Vallière, maître d'hôtel de la reine Éléonore d'Autriche |
| 1559                                     |         | René Gardette         |           | Conseiller magistrat au bailliage et siège présidial de Tours |
| 1561                                     | 1562    | Claude de Plex        |           | Secrétaire ordinaire de la reine Jeanne d'Albret, mère du roi Henri IV, sieur de L'Ormaye, Lormois |
| 1562                                     |         | Jean Coustely         |           | Seigneur de Valmer, contrôleur des finances |
| 1563                                     |         | Pierre Paulmier       |           | Procureur général d'Eglise de Tours |
| 1564                                     |         | Astremoine du Bois    |           | Seigneur de Fontaine-Maran |
| 1565                                     |         | Jean Bellodeau        |           | Sieur de la Loge, marchand bourgeois |
| 1566                                     |         | Charles Voulsy        |           | Sieur de Malsay, receveur de l'Anjou |
| 1568                                     |         | Nicolas Le Pelletier  |           | Sieur de Boutard |
| 1570                                     |         | François Joret        |           | Seigneur du Vau, de Berruries, de Vaufouynard, élu en l'élection de Tours |
| 1572                                     |         | Foulques de La Salle  |           | Sieur de Bourgchevreau, marchand de draps de soie |
| 1573                                     |         | Guillaume Menager     |           | Seigneur de Mettray, trésorier général du Languedoc |
| 1575                                     |         | Jean Le Blanc         |           | Seigneur de La Vallière, Maître d'hôtel de Monsieur, général des finances en la généralité de Languedoïl, trésorier de France au bureau des finances                                                                                               |
| 1579                                     |         | Guillaume Cherbonneau |           | Sieur du Bouchet |
| 1580                                     |         | Mathurin Davenel      |           | Vicomte de Préaux, Seigneur de Bonrepos |
| 1581                                     |         | Jean du Faultrey      |           | Sieur de La Charpraie, des Forges, ambassadeur de France en Ecosse, trésorier général de la maison du duc d'Alençon, trésorier de France au bureau des finances de Tours, secrétaire de Pierre Forget de Fresnes, le rédacteur de l'édit de Nantes |
| 1582                                     |         | René de Garence       |           | Sieur du Pavillon, marchand |
| 1583                                     |         | Pierre Coheu          |           | Sieur de Trizay, conseiller de l'élection |
| 1585                                     |         | Jean Lucas            |           | Sieur du Plessis, receveur des aides et tailles de Tours |
| 1586                                     |         | Julien Chalopin       |           | Seigneur de Bonrepos, Boisrenault, receveur des tailles en l'élection de Tours |
| 1587                                     |         | Charles Bruneau       |           | Chevalier, Seigneur de la Rabastelière, de la Rochefarou, gentilhomme ordinaire de la chambre du roi |
| 1588                                     |         | Gilles Duverger       |           | Seigneur de Chasteigné, de la Fontaine, Conseiller du roi, président du bailliage |
| 1589                                     |         | Jean Le Blanc         |           | Seigneur de La Vallière, Maître d'hôtel de Monsieur, général des finances en la généralité de Languedoïl, trésorier de France au bureau des finances                                                                                               |
| 1590                                     |         | Claude Cottereau      |           | Seigneur de la Bédouère, du Clouseau et autres lieux, Président du bureau des finances de Tours |
| 1591                                     |         | François Maillé       |           | Seigneur de Valesne, notaire et secrétaire du roi |
| 1592                                     |         | César Forget          |           | Seigneur de Baudry, Beauvais, Boucahu, trésorier de France au bureau des finances de Tours |
| 1594                                     |         | Victor Brodeau        |           | Seigneur de Candé, de la Chassetière, secrétaire du roi Henri IV |
| 1595                                     |         | Eustache Gault        |           | Seigneur de la Brillaudière, auditeur en la chambre des comptes du duc d'Alençon |
| 1596                                     |         | Jacques Bouet         |           | Seigneur de la Noue, conseiller du duc d'Alençon, trésorier de France au bureau des finances de Tours |
| 1597                                     |         | Aule Galand           |           | Sieur de Montorrant, Bezay, La Gastinière, marchand de draps de soie, maître particulier des eaux et forêts |
| 1598                                     |         | Jean Forget           |           | Seigneur de la Tortinière, conseiller maître des requêtes de la duchesse de Bar |
| 1599                                     |         | Jean Tardif           |           | Sieur de Chénier, marchand, marchand bourgeois |
| Les données manquantes sont à compléter. |         |                       |           | |

### Maires duXVIIesiècle
| Période                                  | Période | Identité                     | Étiquette | Qualité |
| ---------------------------------------- | ------- | ---------------------------- | --------- | --- |
| 1600                                     |         | Jérôme Binet                 |           | Seigneur des Bauldes, de Bas-Cousse, d'Andigny |
| 1601                                     |         | Jean Salvert                 |           | Sieur des Frelonnières, avocat au bailliage et siège présidial de Tours                                                                                     |
| 1602                                     |         | Antoine Barré                |           | Sieur du Coustau, marchand |
| 1603                                     |         | Horace des Jardins           |           | Seigneur de Bertière, Vonnes, Méré, greffier au bureau des finances de Tours, contrôleur des guerres                                                        |
| 1604                                     |         | Thomas Bonneau               |           | Seigneur de la Couture, Goguerie, du Garçois, marchand bourgeois                                                                                            |
| 1605                                     |         | Jacques Houdry               |           | Sieur des Roulais, des Hayes, auditeur en la chambre des comptes du duc d'Anjou, avocat au présidial de Tours                                               |
| 1606                                     |         | Michel Maldant               |           | Sieur du Mortier, de Pont Cher, marchand |
| 1607                                     |         | Jean Gault                   |           | Sieur de Boisdenier, marchand |
| 1608                                     |         | Jean Rogier                  |           | Seigneur de La Marbellière et de Bouchillon, lieutenant criminel au bailliage et siège présidial de Tours, procureur du roi au bureau des finances de Tours |
| 1610                                     |         | François Devaux              |           | Sieur de Berry, grenetier au grenier à sel de Tours |
| 1611                                     |         | Étienne Pallu                |           | |
| 1613                                     |         | René Sain                    |           | écuyer, sieur de la Farinière. Président-trésorier général de France au Bureau des Finances de Tours.                                                       |
| 1614                                     |         | Charles Boutault             |           | sieur de Beauregard, conseiller du roi, contrôleur général des finances à Tours                                                                             |
| 1616                                     |         | Nicolas Joubert              |           | sieur des Crémillières, receveur des tailles |
| 1618                                     |         | Jean II de La Baume Le Blanc |           | Baron, seigneur de la Gasserie, président du bureau des finances de Tours                                                                                   |
| 1619                                     |         | Jacques Gaultier             |           | seigneur de Launay et de Crouzillere, conseiller au parlement de Bretagne, président au présidial de Tours                                                  |
| 1621                                     |         | Jacques Richard de Fleury    |           | seigneur de Villetrun, conseiller du roi et trésorier général de France à Tours                                                                             |
| 1623                                     |         | Claude Dumoulin              |           | Seigneur de la Touche, conseiller, maître des requêtes de la reine Marie de Médicis                                                                         |
| 1624                                     |         | Thomas Bedacier              |           | sieur de La Meslerye, trésorier des turcies et levées |
| 1626                                     |         | Nicolas Joubert              |           | sieur des Crémillières et des Touches, conseiller du roi, trésorier de France au bureau des finances                                                        |
| 1627                                     |         | César Cottereau              |           | |
| 1629                                     |         | Étienne Pallu                |           | |
| 1630                                     |         | François Morin               |           | avocat au siège de Châtillon-sur-Indre |
| 1631                                     |         | Gilles Dupuy                 |           | |
| 1632                                     |         | Georges Catinat              |           | Lieutenant général de Tours, puis abbé de Saint Julien, aumônier du roi. Oncle du maréchal de Catinat                                                       |
| 1634                                     |         | René Chauvet                 |           | |
| 1636                                     |         | Charles Pequineau            |           | |
| 1637                                     |         | Pierre Le Blanc              |           | |
| 1638                                     |         | Nicolas Leroux               |           | Sieur de La Rochefuret. Marchand bourgeois et trésorier au bureau des finances de Tours                                                                     |
| 1639                                     |         | Charles Gasnay               |           | conseiller au siège présidial |
| 1641                                     |         | César Cottereau              |           | |
| 1643                                     |         | François Paris               |           | |
| 1643                                     |         | Jean Patrix                  |           | |
| 1644                                     |         | François Milon               |           | seigneur de La Léaudière, assesseur civil et criminel au siège présidial de Tours                                                                           |
| 1645                                     |         | Jacques Bouet                |           | |
| 1646                                     |         | Louis François Foullon       |           | seigneur de Clesme, conseiller au siège présidial |
| 1648                                     |         | Barthélemy de Burges         |           | conseiller au siège présidial |
| 1649                                     |         | Laurent Turquentin           |           | conseiller au siège présidial |
| 1650                                     |         | André Coudreau               |           | seigneur de Planchoury |
| 1652                                     |         | Isaac Touchelées             |           | président au siège présidial |
| 1653                                     |         | Olivier Voisin               |           | |
| 1655                                     |         | François Nau                 |           | secrétaire du roi, trésorier de France |
| 1656                                     |         | Jacques Boutet               |           | |
| 1657                                     |         | Charles Drouin               |           | seigneur de Beauvau et de la Coulure. Trésorier de France                                                                                                   |
| 1658                                     |         | René Cazet                   |           | écuyer, sieur d'Aligné. Conseiller du roi, trésorier de France au bureau des finances de la généralité de Tours                                             |
| 1659                                     |         | Jacques Gatian               |           | conseiller au bailliage et siège présidial |
| 1660                                     |         | Charles Bigot                |           | lieutenant criminel au bailliage et siège présidial |
| 1661                                     |         | Guillaume Chouet             |           | écuyer, seigneur de la Cicorie. Président et trésorier de France au bureau des finances de Tours.                                                           |
| 1662                                     |         | Michel Tarteret              |           | conseiller au présidial |
| 1663                                     |         | Charles Mathé                |           | conseiller au Grand Conseil, lieutenant général au présidial                                                                                                |
| 1664                                     |         | Pierre Ménard                |           | sieur d'Yzernay. Avocat au parlement de Paris |
| 1665                                     |         | Gabriel Compain              |           | seigneur de la Membrolle, conseiller au présidial |
| 1666                                     |         | Georges Péan                 |           | sieur de Malitourne, marchand, receveur des décimes à Tours                                                                                                 |
| 1668                                     |         | Alexandre Lefebvre           |           | seigneur de La Faluère, conseiller du roi, trésorier de France au bureau de la généralité de Tours                                                          |
| 1669                                     |         | Nicolas Chauvereau           |           | conseiller du Roi, trésorier des turcies et levées en Touraine                                                                                              |
| 1671                                     |         | Gilles Cottereau             |           | conseiller du Roi; Premier Président au Siège Présidial de Tours.                                                                                           |
| 1675                                     |         | André Coudreau               |           | seigneur de Planchoury, conseiller du roi, grand prévôt de Touraine, trésorier de France à Tours                                                            |
| 1676                                     |         | François de La Barre         |           | conseiller au présidial de Tours |
| 1677                                     |         | Jean-Baptiste Gaulepied      |           | sieur de Boisleroy, conseiller du roi, lieutenant particulier aux bailliage et siège présidial de Tours                                                     |
| 1678                                     | 1682    | Jean Taschereau de Baudry    |           | sieur de Baudry. Conseiller, avocat du roi au bailliage et siège présidial de Tours                                                                         |
| 1682                                     |         | Michel Gaillard              |           | seigneur de la Menaudière, maître d'hôtel ordinaire de Monsieur                                                                                             |
| 1686                                     |         | François Hubert              |           | seigneur de Lauberdière, avocat, trésorier de France |
| 1689                                     |         | Philibert Aveline            |           | trésorier de France |
| 1690                                     |         | Jacques Le Gaigneur          |           | seigneur de Poillé, trésorier de France |
| 1691                                     |         | Pierre Tournier              |           | trésorier de France |
| 1693                                     | 1694    | François Desloges            |           | seigneur de la Dorée |
| 1696                                     | 1700    | Jacques Dubois               |           | sieur de Montmoreau. Chanoine de l'Église de Tours, conseiller clerc au présidial                                                                           |
| Les données manquantes sont à compléter. |         |                              |           | |

### Maires duXVIIIesiècle
| Période                                  | Période             | Identité                            | Étiquette  | Qualité |
| ---------------------------------------- | ------------------- | ----------------------------------- | ---------- | --- |
| 1700                                     | 1707                | (vacance)                           |            | |
| 1707                                     |                     | Guillaume Josse                     |            | avocat au parlement |
| 1709                                     |                     | Gabriel Taschereau de Baudry        |            | Fils de Jean. Seigneur de Baudry. Maître des requêtes, intendant de la princesse Palatine, lieutenant général de police de Paris                                                                        |
| 1710                                     |                     | Charles Thomas                      |            | Sieur de l'Hôpitau, Marchand |
| 1711                                     | 1714                | François Dubois                     |            | Seigneur de la Source, avocat bailliage et siège présidial de Tours |
| 1715                                     |                     | Charles Thomas                      |            | Sieur de l'Hôpitau, Marchand |
| 1716                                     | 1717                | Nicolas Patas                       |            | Seigneur des Hamardières, marchand |
| 1718                                     |                     | Gilles-Bertrand Cottereau           |            | Président du présidial |
| 1720                                     |                     | Joseph I Aubry                      |            | Sieur du Plessis, Lieutenant général au bailliage de Tours |
| 1720                                     | 1722                | François Segoin                     |            | seigneur des Mesliers, trésorier de France |
| 1723                                     |                     | Jean-Pierre Imbert Châtre de Cangé  |            | Seigneur de Candé, premier valet de chambre du duc d'Orléans |
| 1724                                     | 1747                | Jean Jacques Rabasche               |            | Sieur des Deux-Croix. Avocat au parlement et présidial de Tours, conseiller du roi et juge-magistrat au bailliage et présidial de Tours, bailli et juge de la châtellenie d'Azay.                       |
| 1747                                     |                     | Julien Dubois                       |            | Seigneur d'Ardrée, de Saint-Antoine-du-Rocher, trésorier extraordinaire des guerres à La Rochelle, lieutenant criminel à Tours                                                                          |
| 1753                                     |                     | François-Nicolas Preuilly           |            | Conseiller du roi, président de l'Élection de Tours |
| 1762                                     |                     | Joseph-Jean Aubry                   |            | Président du bureau des finances de Tours |
| 1763                                     |                     | Jacques Cormier de la Picardière    |            | Seigneur de la Sanière et autres lieux, écuyer, Lieutenant général de Touraine |
| 1765                                     |                     | Jean Decop de Pocé (ou De Cop)      |            | Seigneur de Pocé, avocat du roi au bureau des finances |
| 1768                                     |                     | Louis Benoist de La Grandière       |            | écuyer, seigneur de la Grandière, de la Massière, de la Mothe-Guedon. Procureur du roi en la maîtrise des eaux et forêts, subdélégué, conseiller au Conseil supérieur de Blois, historiographe de Tours |
| 1771                                     |                     | Michel Banchereau                   |            | Négociant, porte le titre de conseiller du roi |
| 1780                                     |                     | Étienne Benoist de La Grandière     |            | Fils de Louis, petit-fils de Jean-Jacques Rabasche. Écuyer, sieur de la Grandière. Procureur du roi en la maîtrise des eaux et forêts, député du Royaume à l'Assemblée des notables de 1787             |
| 1790 (février)                           | 1790 (décembre)     | Philippe-Jean-Baptiste Mignon       |            | Chevalier, seigneur de Prinçay, Procureur du roi au bureau des finances |
| 1790 (décembre)                          | 1791 (décembre)     | Prudent-Jean Bruley                 |            | Trésorier de France au bureau des finances de Tours |
| 1791 (décembre)                          | 1791 (décembre)     | Henry-Joseph Savary                 |            | Seigneur de Saché, Capitaine d'un régiment de cavalerie. Il est le premier maire né hors de Tours, à Lille.                                                                                             |
| 1791 (décembre)                          | 1792 (12 décembre)  | Maximilien Joseph Worm de Bomicourt | montagnard | Officier du roi. Il est le 2e maire étranger à Tours, né à Arras. |
| 1792 (12 décembre)                       | 1793 (15 décembre)  | Pierre Rose Esnault                 |            | avocat, procureur-syndic de l'administration du département d'Indre-et-Loire. |
| 1793 (15 décembre)                       | 1794 (16 juin)      | Pierre Philippe Baignoux            |            | avocat, administrateur du district de Tours, député d'Indre-et-Loire. |
| 1794 (16 juin)                           | 1794 (4 septembre)  | François-Michel-Jean Perré          |            | Marchand, bourgeois |
| 1794 (4 septembre)                       | 1795 (8 avril)      | Ambroise Sébastien Gidoin           |            | Négociant |
| 1795 (8 avril)                           | 1795 (16 novembre)  | Henri Jacques Goüin-Moisant         |            | négociant, banquier, député sous la Restauration |
| 1795 (16 novembre)                       | 1797 (29 mars)      | Étienne Auger-Jolivière             |            | Négociant |
| 1797 (29 mars)                           | 1797 (29 août)      | Parfait Prudent Luce                |            | architecte et entrepreneur des ouvrages du Roi, receveur des finances. |
| 1797 (29 août)                           | 1797 (12 septembre) | Pierre Augustin Estevou             |            | Maître salpêtrier |
| 1797 (12 septembre)                      | 1799 (11 février)   | Ambroise Sébastien Gidoin           |            | négociant |
| 1799 (17 février)                        | 1799 (20 avril)     | Louis Guérin                        |            | avoué |
| 1799 (20 avril)                          | 1799 (2 mai)        | Ambroise Sébastien Gidoin           |            | négociant |
| 1799 (2 mai)                             | 1799 (7 juillet)    | Léonor Drouin                       |            | avocat en parlement, procureur au siège royal de la ville de Baugé, homme de loi |
| 1799 (7 juillet)                         | 1800 (1er juin)     | Ambroise Sébastien Gidoin           |            | négociant |
| Les données manquantes sont à compléter. |                     |                                     |            | |

### Maires duXIXesiècle
| Période                                  | Période | Identité                             | Étiquette          | Qualité |
| ---------------------------------------- | ------- | ------------------------------------ | ------------------ | --- |
| 1800                                     |         | Étienne Cassin de la Noue            |                    | Sieur de la Noue. Président-trésorier au bureau des finances de Tours et conseiller de préfecture                                                             |
| 1801                                     |         | Joseph Robert Aubry-Patas            |                    | Premier président du bureau des finances de la généralité de Tours, conseiller de préfecture                                                                  |
| 1802                                     |         | Paul Deslandes-Preuilly              |                    | Baron Deslandes et de l'Empire. Conseiller du Roi, lieutenant général, civil et criminel au siège présidial de Senlis                                         |
| 1815                                     |         | Hyacinthe Viot-Olivier               |                    | Négociant |
| 1821                                     |         | René Legras de Sécheval              |                    | Officier au régiment de Barrois, lieutenant des maréchaux de France, chevalier d'honneur au bailliage et siège présidial de Tours et conseiller de préfecture |
| 1828                                     |         | Étienne Giraudeau                    |                    | Président du tribunal de commerce de Tours |
| 1830                                     |         | Louis Bellanger-Cartau               |                    | Négociant |
| 1831                                     |         | Noël Champoiseau                     |                    | Manufacturier, président de la chambre de commerce |
| 1832                                     |         | Jean-Joseph Febvotte                 |                    | Directeur de l'enregistrement et des domaines |
| 1835                                     |         | Auguste-Eugène-Marie-Antoine Walwein |                    | Notaire |
| 1847                                     |         | Victor Luzarche                      |                    | Bibliophile |
| 1848                                     |         | René-François Julien                 |                    | Député d'Indre-et-Loire |
| 1848                                     |         | Sincère Lauly                        |                    | Notaire |
| 1849                                     |         | Alphonse Lange                       |                    | Banquier |
| 1849                                     |         | Ernest Mame                          |                    | Imprimeur, député d'Indre-et-Loire, président de la chambre de commerce et conseiller général d'Indre-et-Loire.                                               |
| 1865                                     |         | Louis René Auvray                    |                    | Officier d'infanterie |
| 1866                                     | 1875    | Eugène Goüin                         |                    | Banquier, Sénateur inamovible |
| 1875                                     |         | Antoine-Dieudonné Belle              |                    | Avocat, député puis sénateur d'Indre-et-Loire |
| 1879                                     | 1882    | Armand-Félix Rivière                 |                    | Avocat et député d'Indre-et-Loire |
| 1882                                     | 1884    | Jules Charpentier                    |                    | |
| 1884                                     | 1892    | Alfred Fournier                      |                    | Docteur, dermatologiste, membre de l’Académie de médecine (1883)                                                                                              |
| 1892                                     | 1897    | Eugène Pic-Paris                     | Radical-socialiste | |
| 1897                                     | 1899    | François Dominique Cosson            |                    | Lieutenant-colonel en retraite, officier de la Légion d'honneur                                                                                               |
| Les données manquantes sont à compléter. |         |                                      |                    | |

### Maires duXXesiècle
| Période                                  | Période | Identité          | Étiquette          | Qualité |
| ---------------------------------------- | ------- | ----------------- | ------------------ | --- |
| 1899                                     | 1912    | Eugène Pic-Paris  | Radical-socialiste | Sénateur d'Indre-et-Loire |
| 1912                                     | 1919    | Albert Letellier  |                    | Professeur agrégé |
| 1919                                     | 1925    | Camille Chautemps | Radical-socialiste | Président du Conseil des ministres, ministre de l'Intérieur, député d'Indre-et-Loire, député de Loir-et-Cher et sénateur du Loiret                                                                                    |
| 1925                                     | 1942    | Ferdinand Morin   | SFIO               | Député d'Indre-et-Loire |
| 1942                                     | 1944    | René Guerrier     |                    | Ingénieur et industriel |
| 1944                                     | 1947    | Jean Meunier      | SFIO               | Secrétaire d'État et député d'Indre-et-Loire |
| 1947                                     | 1959    | Marcel Tribut     | UDSR               | Ingénieur conseil |
| 1959                                     | 1995    | Jean Royer        | DVD                | Instituteur Ministre, député et conseiller général d'Indre-et-Loire |
| 1995                                     | 2014    | Jean Germain      | PS                 | Inspecteur général de l'Éducation nationale Vice-président du Conseil régional, président d'agglomération, président honoraire de l'université de Tours, sénateur d'Indre-et-Loire. Il s'est suicidé le 7 avril 2015. |
| Les données manquantes sont à compléter. |         |                   |                    | |

### Maires duXXIesiècle
| Période                                  | Période      | Identité           | Étiquette  | Qualité |
| ---------------------------------------- | ------------ | ------------------ | ---------- | --- |
| 1995                                     | 2014         | Jean Germain       | PS         | Inspecteur général de l'Éducation nationale. Vice-président du Conseil régional, président d'agglomération, président honoraire de l'université de Tours, sénateur d'Indre-et-Loire. Il s'est suicidé le 7 avril 2015. |
| 2014                                     | 2017         | Serge Babary       | LR         | Chef d'entreprise. Démissionne le 5 octobre 2017 après son élection au poste de sénateur et remplacé par Jacques Chevtchenko (intérim).                                                                                |
| 2017                                     | juillet 2020 | Christophe Bouchet | PR puis MR | Ancien journaliste. Élu maire à l'issue du conseil municipal du 17 octobre 2017. |
| juillet 2020                             | En cours     | Emmanuel Denis     | EELV       | Ingénieur et chef de projet. Élu au second tour des municipales de 2020. |
| Les données manquantes sont à compléter. |              |                    |            | |